# José Jerónimo Rodrigues Monteiro
José Jerónimo Rodrigues Monteiro GCA (Elvas, 13 de Fevereiro de 1855 — Cascais, Cascais, 20 de Setembro de 1931) foi um oficial General engenheiro militar do Exército Português que teve importante participação na vida política.
Foi militante do Partido Regenerador antes da implantação da República Portuguesa, mas aderiu aos valores republicanos após 1910, tendo sido Ministro dos Negócios Estrangeiros (4 de Fevereiro a 10 de Março de 1915) e Ministro das Finanças (6 de Março a 15 de Maio de 1915), no governo presidido por Pimenta de Castro.
A 31 de Dezembro de 1920 foi agraciado com a Grã-Cruz da Ordem Militar de São Bento de Avis.